# Arenostola semicana
Arenostola semicana là một loài bướm đêm trong họ Noctuidae.